# Aerolloyd Iguassu
Aerolloyd Iguassú SA, era una compagnia aerea brasiliana fondata nel 1933. Nel 1939 fu venduta alla VASP.

## Storia
Aerolloyd Iguassú fu fondata all'inizio del 1933 a Curitiba, in Brasile, con il supporto finanziario iniziale del produttore di mate Matte Leão. Inizialmente furono acquistati due Klemm Kl 31A da 3 passeggeri e il 20 luglio 1933 iniziarono i voli tra Curitiba e San Paolo. Nel 1934 iniziò una seconda rotta per Joinville, ulteriormente estesa a Florianópolis nel 1935. Nello stesso anno arrivarono tre Stinson Reliant da 5 posti.
La compagnia aerea affrontò gravi difficoltà tecniche legate alla regione in cui operava – montuosa e soggetta a frequenti cambiamenti meteorologici – e alla mancanza di piloti esperti. Anche la manutenzione era difficile a causa della mancanza di meccanici specializzati. Infine, il 28 ottobre 1939, la compagnia aerea fu venduta alla VASP, particolarmente interessata ai diritti operativi per volare da San Paolo in direzione sud.

## Destinazioni
Aerolloyd Iguassú ha servito le seguenti località:
- Curitiba
- Florianópolis
- Itajaí
- Joinville
- San Paolo

## Flotta
La flotta di Aerolloyd Iguassú era composta da 2 Klemm Kl.31A da 2 posti, e dal 1934 operò anche 3 Stinson Reliant da 5 posti.